# فدراسیون فوتبال نروژ
فدراسیون فوتبال نروژ (NFF) (نروژی: Norges Fotballforbund; NFF) سازمانی در نروژ است که در سال ۱۹۰۲ بنیانگذاری شده و برای سازماندهی تیم‌های ملی فوتبال مردان و زنان و همچنین برای رسم کردن قوانین  لیگ برتر فوتبال نروژ است و مسئولیت مدیریت و برگزاری مسابقات لیگ برتر نروژ را دارد . رئیس فعلی آن Yngve Hallén می‌باشد که از ژانویه ۲۰۱۰ در این سمت حضور دارد. ۱٫۸۱۴ باشگاه فوتبال و ۳۷۳٬۵۳۲ بازیکنان عضو این فدراسیون می‌باشند.
فدراسیون فوتبال نروژ در سال ۱۹۰۸ به عضویت فیفا درآمده است و از سال ۱۹۵۴ یکی از اعضای یوفا می‌باشد.

## افتخارات بین‌المللی

### مردان
- مدال برنز المپیک سال ۱۹۳۶
- صعود از گروه خود به مرحله یک هشتم نهایی در جام جهانی ۱۹۹۸

### زیر ۲۱ سال مردان
- مدال برنز مسابقات قهرمانی اروپا ۱۹۹۸ و ۲۰۱۳

### زنان
- مدال نقره جام جهانی ۱۹۹۱
- مدال طلا جام جهانی ۱۹۹۵
- مدال طلای المپیک ۲۰۰۰
- مدال طلا مسابقات قهرمانی اروپا ۱۹۸۷ و سال ۱۹۹۳
- مدال نقره مسابقات قهرمانی اروپا ۱۹۸۹، ۱۹۹۱، ۲۰۰۵ و ۲۰۱۳
- مدال برنز مسابقات قهرمانی اروپا ۲۰۰۹

## انجمن‌های منطقه‌ای
- Agder fotballkrets
- Akershus fotballkrets
- Buskerud fotballkrets
- Finnmark fotballkrets
- Hordaland fotballkrets
- Hålogaland fotballkrets
- Indre Østland fotballkrets
- Nordland fotballkrets
- Nordmøre og Romsdal fotballkrets
- اسلو fotballkrets
- Rogaland fotballkrets
- Sogn og Fjordane fotballkrets
- Sunnmøre fotballkrets
- تلمارک fotballkrets
- Troms fotballkrets
- Trøndelag fotballkrets
- Vestfold fotballkrets
- Østfold fotballkrets

## رئیس فدراسیون
- Isak Benjaminsen ۱۹۰۲–۰۳
- ٍ Wettergreen ۱۹۰۳–۰۴
- Nordlie ۱۹۰۴–۰۵
- Sverre ۱۹۰۵–۰۶
- H. W. Benneche ۱۹۰۶–۰۷
- Frølich Hanssen ۱۹۰۸–۰۹
- Nordlie ۱۹۰۹–۱۰
- C. F. B. Schøyen ۱۹۱۰–۱۳
- Jordell ۱۹۱۳–۱۴
- Frølich Hanssen ۱۹۱۴–۱۵
- Eie ۱۹۱۵–۱۸
- Christiansen ۱۹۱۸–۲۰
- Bergh ۱۹۲۰–۲۴
- Knutzen ۱۹۲۴–۲۶
- Eie ۱۹۲۶–۲۸
- Ramm ۱۹۲۸–۲۹
- Skou ۱۹۲۹–۳۴
- Gulbrandsen ۱۹۳۴–۳۶
- رایدر دال ۱۹۳۶–۴۱ و ۱۹۴۵–۴۹
- Evensen ۱۹۴۹–۵۳
- رایدر داهل ۱۹۵۳–۵۵
- W. Floer ۱۹۵۵–۶۳
- Jørgen Jahre ۱۹۶۳–۶۶
- Evensen ۱۹۶۶–۷۰
- Einar Jørum (Vålerengen), ۱۹۷۰–۸۰
- الدار هانسن ۱۹۸۰–۸۷
- Ravn Omdal ۱۹۸۷–۹۲
- Flattum ۱۹۹۲–۹۶
- Ravn Omdal ۱۹۹۶–۲۰۰۴
- Sondre Kåfjord (ملد), ۲۰۰۴–۲۰۱۰
- Yngve Hallén ۲۰۱۰–